# Данелия, Пётр Алексеевич
Пётр Алексеевич Данелия (бел. Пётр Аляксеевіч Данелія; 23 января 1920, Махачкала, Дагестанская область, РСФСР — 6 октября 2012, Брест, Белоруссия) — советский и белорусский художник. Заслуженный деятель искусств Беларуси (1995). Награжден медалью Белорусского союза художников «За заслуги в области изобразительного искусства».

## Биография
Его отец был известным в Махачкале сапожником, а мать - портнихой. Семья была довольно обеспеченной, Пётр мог позволить себе увлечение искусством, еще мальчиком посещал изостудию для взрослых. В 1938–1939 учился в Московском художественном училище памяти 1905 года.
В 1939 году был призван в РККА, где служил автоматчиком 212-го стрелкового полка участвовал в советско-финской войне. В июле 1940 года 212-й стрелковый полк 49-й дивизии был переведен на постоянную дислокацию в город Высокое Брестской области. С началом Великой Отечественной войны отдельные части 212-го полка оказались в осаде. В июне 1941 года под Бобруйском попал в плен попал. Он был в лагере для военнопленных, затем работал на ферме в Польше. Плен наложил отпечаток на всю его жизнь.
С 1945 года жил в Бресте. Член Белорусского союза художников с 1949 года. Некоторое время был главным художником города Бреста. Был избран депутатом Брестского горсовета. Один из учредителей и руководителей Брестской областной организации Белорусского союза художников, возглавлял ее в 1992-1994 годах.
Отец художника Леонида Данелия.
Похоронен на Северном кладбище в Бресте.

## Творчество
Работал в области станковой живописи (лирический и эпический пейзаж, портрет, живопись, натюрморт), а также монументально-декоративной живописи, скульптуры, графики и медальерного искусства. Значительное место в творчестве художника заняла тема Великой Отечественной войны.
Работы Петра Данелия хранятся в музеях и художественных галереях, а также в частных коллекциях Беларуси и ряда европейских стран.
В 1946 году Пётр Данелия организовал первую выставку в Брестском областном Доме искусств. Был одним из основателей и руководителей региональной организации Белорусского союза художников (возглавлял ее в 1992–1994 годах). Пётр Данелия имел большой педагогический опыт. Он был первым преподавателем студии изобразительного искусства при областном Доме народного творчества, созданном им в 1947 году.
Активно участвует в республиканских выставках. За годы творческой деятельности персональные выставки Пётра Данелия прошли в Минске и Москве, в Великобритании, Германии, Болгарии, Латвии, Литве, Нидерландах, Польше и Эстонии. В 2010 году в Брестском художественном музее прошла выставка, посвященная 90-летию Петра Данелия, на которой были представлены 16 картин художника, в том числе «Опаленные войной», «Портрет матери», «Октябрь», «Грозовая тревога». Пётр Данелия, когда позволяло здоровье, присутствовал на открытии каждой художественной выставки в Бресте.

## Звания и медали
- Член Белорусского союза художников (1949).
- Заслуженный деятель искусств Республики Беларусь (1995).
- Медаль Белорусского союза художников «За заслуги в области изобразительного искусства».